# Liste paläontologischer Museen
Ein Paläontologisches Museum ist ein historisches Museum mit dem Fachgebiet Erdgeschichte und Urgeschichte unter naturkundlich-geologischen Gesichtspunkten. Aufgenommen sind auch einige bedeutende Sammlungen allgemeiner naturkundlich-geologischer oder geschichtlicher Museen und anderer Institutionen. Die großen Museen mit nicht nur paläontologischen, sondern auch geologischen, zoologischen oder botanischen Sammlungen sind in der Liste naturhistorischer Museen aufgeführt.

## Liste

### Deutschland
| Institution                                               | Ort               | Bundesland          |
| --------------------------------------------------------- | ----------------- | ------------------- |
| Eiszeit-Haus                                              | Flensburg         | Schleswig-Holstein  |
| Eiszeitmuseum                                             | Lütjenburg        | Schleswig-Holstein  |
| Fossilien- und Heimatmuseum Messel                        | Messel            | Hessen              |
| Geiseltalmuseum                                           | Halle             | Sachsen-Anhalt      |
| Geologisch-Paläontologisches Museum Hamburg               | Hamburg           | Hamburg             |
| Geologisch-Paläontologisches Museum Münster               | Münster           | Nordrhein-Westfalen |
| Geotanium                                                 | Gettorf           | Schleswig-Holstein  |
| Goldfuß-Museum                                            | Bonn              | Nordrhein-Westfalen |
| Hunsrück-Fossilienmuseum                                  | Bundenbach        | Rheinland-Pfalz     |
| Jura-Museum                                               | Eichstätt         | Bayern              |
| Muschelkalkmuseum Hagdorn                                 | Ingelfingen       | Baden-Württemberg   |
| Museum am Löwentor                                        | Stuttgart         | Baden-Württemberg   |
| Museum für Naturkunde (HMN)                               | Berlin            | Berlin              |
| Museum Kloster Banz                                       | Bad Staffelstein  | Bayern              |
| Museum Terra Triassica                                    | Euerdorf          | Bayern              |
| Paläon                                                    | Schöningen        | Niedersachsen       |
| Paläontologische Sammlung der Universität Tübingen        | Tübingen          | Baden-Württemberg   |
| Paläontologisches Museum München (BSP)                    | München           | Bayern              |
| Paläontologisches Museum Nierstein                        | Nierstein         | Rheinland-Pfalz     |
| Ruhr Museum                                               | Essen             | Nordrhein-Westfalen |
| Senckenberg Naturmuseum                                   | Frankfurt am Main | Hessen              |
| Sieblos-Museum                                            | Poppenhausen      | Hessen              |
| Tertiär- und Industrie-Erlebnispark Stöffel               | Enspel            | Rheinland-Pfalz     |
| Trias-Museum                                              | Ochsenfurt        | Bayern              |
| Urweltmuseum Aalen                                        | Aalen             | Baden-Württemberg   |
| Urwelt-Museum Hauff                                       | Holzmaden         | Baden-Württemberg   |
| Urweltmuseum Neiderhell                                   | Raubling          | Bayern              |
| Urwelt-Museum Oberfranken                                 | Bayreuth          | Bayern              |
| Südostbayerisches Naturkunde- und Mammut-Museum Siegsdorf | Siegsdorf         | Bayern              |
| Dinosaurier-Museum Altmühltal                             | Denkendorf        | Bayern              |
| Freilichtmuseum Zeitsprung                                | Klinge            | Brandenburg         |

### Länder in Europa
| Institution                                      | Ort            | Land         |
| ------------------------------------------------ | -------------- | ------------ |
| Fossilienmuseum Mölten                           | Mölten         | Italien      |
| Mammutmuseum Niederweningen                      | Niederweningen | Schweiz      |
| Museo Civico dei Fossili                         | Besano         | Italien      |
| Museo Civico di Storia Naturale di Milano (MSMN) | Mailand        | Italien      |
| Museo dei fossili del Monte San Giorgio          | Meride         | Schweiz      |
| Museo del Jurásico de Asturias (MUJA)            | Colunga        | Spanien      |
| Museo Geologico Gemmellaro                       | Palermo        | Italien      |
| Museo Geológico                                  | Lissabon       | Portugal     |
| Museum der Erde                                  | Warschau       | Polen        |
| Museum der Naturgeschichte der Ägäis             | Mytilinii      | Griechenland |
| Paläontologisches Museum Krasiejów               | Krasiejów      | Polen        |
| Evolutionsmuseum Warschau                        | Warschau       | Polen        |
| Paläontologisches Museum Moskau                  | Moskau         | Russland     |
| Paläontologisches Museum Zürich                  | Zürich         | Schweiz      |
| Sauriermuseum Aathal                             | Aathal         | Schweiz      |
| Sauriermuseum Frick                              | Frick          | Schweiz      |

### Länder außerhalb Europas
| Institution | Ort           | Land                |
| --- | ------------- | ------------------- |
| Chinesisches Paläozoologisches Museum                                                                           | Peking        | Volksrepublik China |
| Dinosaurier-Museum Zigong                                                                                       | Zigong        | Volksrepublik China |
| George C. Page Museum                                                                                           | Los Angeles   | Vereinigte Staaten  |
| Institut für Wirbeltierpaläontologie und Paläoanthropologie der Chinesischen Akademie der Wissenschaften (IVPP) | Peking        | Volksrepublik China |
| Museo Municipal Carmen Funes                                                                                    | Plaza Huincul | Argentinien         |
| Museo de Paleontología de Tocuila                                                                               | Tocuila       | Mexiko              |
| Royal Tyrrell Museum of Palaeontology (RTM)                                                                     | Drumheller    | Kanada              |
| University of California Museum of Paleontology (UCMP)                                                          | Berkeley      | Vereinigte Staaten  |
| Yuxi-Museum | Yuxi          | Volksrepublik China |